# Mesaoria

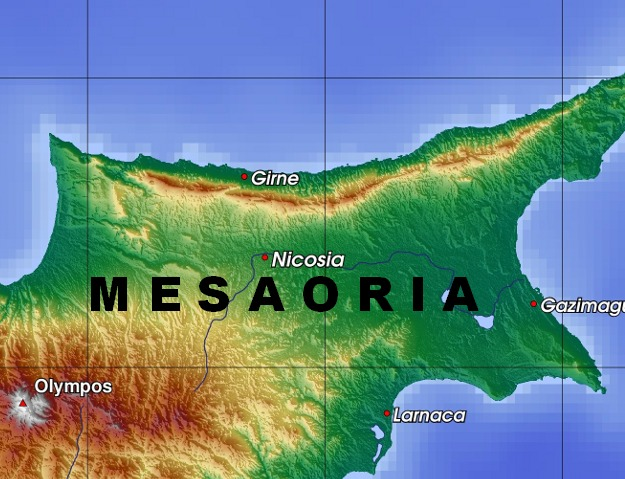

Mesaoria es una ancha llanura que se ubica en el centro de la isla de Chipre. Por ser el principal área de producción agrícola de la isla, se le considera como «el granero de Chipre».

## Geografía
La llanura de Mesaoria está limitada al este y al oeste por el mar Mediterráneo, al sur por los montes Troodos y al norte por los montes Pentadáctylos o Kyrenia. Tiene una superficie de aproximadamente 1000 km² (390 mi²). Se alza sobre una altitud de 325 m, con una altura media de unos 100 m. Hay algunos ríos y otras corrientes de agua que cruzan esta llanura, pero ninguno de ellas tienen agua todo el año.
La palabra "Mesaoria" (a veces escrito "Mesarya"), significa "entre las montañas" en griego. En su mayor parte, la Mesaoria es plana, desnuda, con pocos árboles excepto aquellos plantados como cortavientos. Es el núcleo agrícola de Chipre, pero depende completamente en la lluvia de invierno y en la irrigación por su agua, lo que limita la producción. También es la región más habitada de la isla, conteniendo docenas de pueblos y muchas de las grandes ciudades, incluyendo la capital, Nicosia.
Debido a la deforestación, gran parte de Mesaoria está cubierta con "Kafkalla", que es un término local que se refiere al carbonato cálcico que ha sido compactado. Las únicas plantas que crecen bien en esta superficie son rápidamente devoradas por animales que pacen, que ha exacerbado grandemente la erosión del suelo.
El clima puede ser incómodamente cálido en el verano, siendo frecuentes las temperaturas de 40 °C. La pluviosidad en la llanura es significativamente más baja que en las montañas, pero en años recientes una serie de diques y sistemas de irrigación han sido construidos para capturar los residuos líquidos de la montaña.

## Historia
Hace veinte millones de años Chipre era en realidad dos islas, que fueron las predecesoras de los montes Kyrenia o Pentadáctylos y Troodos. Aproximadamente hace un millón de años, la llanura de Mesaoria ascendió, dando como resultado la actual isla de Chipre. En varios momentos, el cambio de niveles del mar Mediterráneo cubrió y expuso a la llanura; lleva en su configuración actual desde finales del Pleistoceno.
La llanura Mesaoria muestra evidencias de cultivos que datan del neolítico. En la época clásica todo el centro de la isla estuvo cubierto de densos bosques. La mayor parte fueron talados a mediados del siglo I a. C. para proporcionar madera a la armada Ptolemaica. Adicionalmente, mucha madera fue talada para proporcionar energía para la extracción de cobre. Sin embargo, en el siglo XVI había aún grupos significativos de árboles en la llanura. Hoy, las únicas zonas que quedan con bosque están en las montañas de los alrededores, particularmente los montes Troodos.
- Datos: Q370426